# ریبهوس
ریبهوس (انگلیسی: Ribhus) یک واژه هندی باستانی در تاریخ هند است که معنای آن در طول زمان تکامل یافته‌است. در لایه‌های اولیه ادبیات ودایی، به خدای خورشید اشاره شده‌است. ریبهوس به یک خدای باد تبدیل شد و پس از آن به سه صنعتگر مرد اشاره می‌شود که توانایی‌ها و ریاضت‌هایشان آنها را به الوهیت در متون ودایی بعدی تبدیل می‌کند. نام‌های فردی آنها ریبو (یا ریبهو)، واجا و ویبهوان (همچنین ویبهو) بود، اما در مجموع آنها را ریبوس یا ریبوس (ṛbhú-، pl. ṛbhava، همچنین ریبوکسان) نامیدند. معنی نام آنها «باهوش، ماهر، مبتکر، محتاط»، همزاد لاتین (⎘ لاتین) کارگر و زبان گوتی arb-aiþ «کار، زحمت» و شاید به انگلیسی الف (اساطیر) است.